# Expedición Py
La Expedición Py a la Patagonia, efectuada a finales de 1878 por una pequeña división de la Armada Argentina liderada por Luis Py, tuvo por objeto sostener los derechos que reclamaba la Argentina en el extremo sur continental y resguardarlo de la supuesta "política expansionista" de Chile en el siglo XIX en momentos en que una guerra entre ambos era una posibilidad cierta en el marco de la disputa de la Patagonia Oriental, Tierra del Fuego y el estrecho de Magallanes. Es considerada la primera operación de una división naval de mar argentina, lo que motivó que el 1 de diciembre fuera instituido como Día de la Flota de Mar Argentina.

## Antecedentes
Consolidada la independencia de Argentina y de Chile, el control de la Patagonia ganó preeminencia tanto por las pretensiones territoriales de ambas naciones como por la cuestión indígena. Desde tiempos coloniales la expansión de los mapuches en la Patagonia septentrional y en la pampa (eliminando, desplazando o asimilando a las tribus indígenas locales) había implicado un aumento de la influencia chilena en el territorio. Incluso el producto de los malones, principalmente ganado en pie, muchas veces claramente marcado, era trasladado a Chile y vendido abiertamente, principalmente en Valdivia.
Ni los sucesivos gobiernos de las Provincias Unidas del Río de la Plata ni la Confederación Argentina, envueltos en permanentes conflictos internos y externos, efectuaron avances significativos y sostenidos en el territorio patagónico más allá de las posiciones alcanzadas durante el Virreinato del Río de la Plata, como Carmen de Patagones y las islas Malvinas.
El 25 de mayo de 1833 se promulgó y juró una nueva Constitución Política de Chile, en donde se estableció, en su artículo 1, a la Cordillera de los Andes como el límite oriental del país. Sin embargo, esto no impidió que la Armada de Chile realizara expediciones en la Patagonia atlántica.
En 1843 Chile fundó un establecimiento penal en el estrecho de Magallanes, que con el tiempo se transformó en factoría y estación carbonera, y finalmente en la población de Punta Arenas. El tratado de 1856, que acordaba la aplicación del principio del uti possidetis, no logró resolver las diferencias limítrofes entre ambos países.

## Capturas de laMagallanes
A comienzos de la década de 1870 la situación se deterioró rápidamente. En 1872 las autoridades de Punta Arenas paralizaron las actividades de una empresa de pesca que organizaba en Santa Cruz (Argentina) un residente francés en Buenos Aires, Ernesto Rouquaud.
En noviembre de 1873 la goleta Chubut fue enviada al área e instaló una casilla con dotación permanente en la margen sur del Santa Cruz, efectuando exploraciones en la zona incluyendo el descubrimiento del Lago Argentino.
Durante su misión encontró evidencias de que los buques de guerra chilenos frecuentaban el río utilizando libremente sus márgenes.
Si bien la moderna corbeta de guerra chilena Abtao se presentó en el estuario, no tomó medida alguna ni efectuó reclamos, el 26 de octubre de 1873 el gobierno de Chile emitió una declaración afirmando que la autoridad de esa nación debía ser respetada al sur del río Santa Cruz. En 1874 el bergantín argentino Rosales y el cúter White se sumaron a la Chubut en la efímera Escuadrilla del Sur al mando de Martín Guerrico.
El 27 de abril de 1876 la corbeta chilena Magallanes (comandada por el capitán de corbeta Juan José Latorre) apresó en el puerto de Santa Cruz a la barca francesa de 535 tn Jeanne Amelie (comandada por el capitán Guillaume) dedicada a la extracción de guano con permiso del cónsul argentino. Cuando era conducida por el teniente Ángel C. Lynch a Punta Arenas, se perdió sobre las restingas de cabo Vírgenes el 30 de abril de ese año.
En el consiguiente intercambio de reclamos, Chile insistió en desconocer la soberanía argentina sobre la Patagonia a partir de la margen sur del río Santa Cruz. El 11 de octubre de 1878 la Magallanes apresó un segundo buque, la barca estadounidense Devonshire, que cargaba guano en la caleta Monte León con permiso de las autoridades argentinas, dejando abandonado a su capitán. 
El subdelegado de Marina en Santa Cruz, teniente de marina Carlos María Moyano, alertó del hecho a la Comandancia General de Marina y al conocerse lo sucedido, ante la reiteración de las intervenciones de Chile en el área y la dura reacción de la opinión pública que exigía adoptar medidas, el presidente Nicolás Avellaneda en su mensaje al Congreso Nacional anunció que "poniéndose en el caso de legítima defensa el Poder Ejecutivo ha dispuesto estacionar un buque de guerra en la boca del río Santa Cruz, levantar una fortificación a la entrada del mismo y sobre su margen norte, dotándola con cañones y guarnición correspondiente".
No obstante, su ministro de Guerra y Marina, general Julio Argentino Roca, quien preparaba la campaña para la Conquista del Desierto que iniciaría al siguiente año, convenció a Avellaneda de enviar una división naval.

## Situación de las escuadras
Los buques que habían sido incorporados durante la presidencia de Domingo Faustino Sarmiento, la llamada Escuadra Sarmiento, era unidades modernas pero destinadas a la navegación fluvial y por ende inapropiadas para el mar abierto, especialmente en las condiciones imperantes en el extremo sur, donde el oleaje causaba enormes inconvenientes a su desplazamiento.
La escuadra al mando del coronel de marina Luis Py estaba compuesta principalmente por los monitores Los Andes y El Plata (1670 tn, 2 cañones de grueso calibre y 6 medianos), las corbetas cañonera Uruguay (asiento de la Escuela Naval) y Paraná (550 tn, 4 cañones de mediano calibre), las bombarderas Constitución, República, Pilcomayo y Bermejo, y dos avisos de 100 tn sin artillería.
Las condiciones marineras de la Constitución y del Andes eran pésimas. El Andes era incluso descripto como una "roca de media marea", porque la mayor parte del tiempo desaparecía bajo el agua.
Para peor, la mayoría de los buques de guerra estaban en completo estado de desarme, amarrados y casi sin dotación en la ribera del río Luján, en el Tigre.
Por su parte, Chile tenía en ese momento una importante escuadra oceánica, que incluía principalmente los blindados Cochrane,  Blanco Encalada (3.560 tn, 6 cañones de grueso calibre, 4 medianos y 1 ametralladora), y las corbetas blindadas Esmeralda (3000 tn, 2 cañones de grueso calibre, 6 medianos y 2 livianos de tiro rápido) y O'Higgins (1100 tn, 3 cañones de grueso calibre y 6 livianos) y las corbetas Abtao (2100 tn, 3 cañones de 150 lb, un cañón Parrot de 20, 4 de a 32 libras), Magallanes (950 tn, 1 cañón de 64 lb, 2 de 4", 1 de 7"), Chacabuco (1100 tn, 3 cañones de grueso calibre y 4 livianos) y Covadonga (630 tn, 2 cañones de 70 lb, 2 de 9 lb y 3 de 40).
Las diferencias en poder naval para un conflicto como el que amenazaba estallar en el atlántico sur eran enormes. No solo el tonelaje de la escuadra chilena, que superaba en dos veces y media al de la Argentina y su artillería la duplicaba, sino que en la escuadra argentina sólo los monitores (blindados) que poseían artillería de buen calibre, podían enfrentar a los blindados chilenos, pero a diferencia de estos eran como se dijo buques fluviales. 
En cuanto a la artillería los cañones eran de avancarga y su cadencia de disparo muy lenta (uno cada diez minutos) y los de las bombarderas, que eran también buques fluviales, eran también de avancarga y de lenta cadencia y peor aún, no podían moverse y debían apuntarse con el mismo buque, algo extremadamente difícil de hacer en aguas que no fueran en extremo calmas. 
La escuadra chilena por su parte era de navegación oceánica en su totalidad, sus blindados superiores en sus condiciones marineras y las corbetas y cañoneras mucho más poderosas que las cañoneras argentinas. 
Finalmente, Argentina contaba sólo con bases remotas, el Arsenal Naval Fluvial en Zárate, el taller y apostadero de Luján y el fondeadero en Buenos Aires, mientras que Chile tenía dos puertos marítimos más cercanos al teatro de operaciones, Valparaíso y Talcahuano, y su base en Punta Arenas. 
Aun así, se dispuso el envío de una flotilla al mando de Luis Py compuesta por el monitor Los Andes (Ceferino Ramírez), la bombardera Constitución (Juan Cabassa) y la cañonera Uruguay (Martín Guerrico). Más tarde se le incorporarían en el sur la bombardera República y la corbeta Cabo de Hornos, la cual llevaba a bordo al cirujano mayor Federico R. Cuñado y unos cargamentos de carbón y víveres. La fuerza de desembarco se reducía a 50 soldados al mando del sargento mayor Félix Adalid y el teniente Juan Servín, del Regimiento de Artillería de Plaza, pero sin cañones. La Uruguay embarcaba a los 2 oficiales, 4 profesores y 32 cadetes de la Escuela Naval Militar.

## Expedición Py
Las instrucciones selladas que Roca entregó a Py el 8 de noviembre de 1878 y fueron abiertas al superar la latitud de Carmen de Patagones establecían:
1º) Apenas lleguen a sus manos estas instrucciones, pondrá todo su empeño en apresurar la marcha de los buques puestos bajo sus órdenes y tomarán posesión de la margen sur del río Santa Cruz, levantando la bandera argentina y poniendo en tierra las fuerzas que lleva de desembarco.
2º) Desde que llegue a la embocadura de dicho río, observará una prudente y eficaz actividad de defensa, por tierra y por agua, haciendo uso de los torpedos y demás elementos de guerra que se han puesto a su disposición, y dará cuenta al gobierno de sus actos, por la vía más corta, sin desprenderse de los acorazados ni de las cañoneras República y Constitución.
3º) Si al llegar a Santa Cruz encontrase en la embocadura o río adentro uno o más buques de guerra chilenos con ánimo de estorbar el desembarque de nuestras fuerzas y la toma de posesión de la margen sur de dicho río -o si estando ya establecida nuestra estación naval llegasen buques chilenos con el propósito de oponerse a los actos de jurisdicción y dominio que en los artículos anteriores se expresan-, el jefe de la estación los intimará de la manera más formal y solemne al abandono del río y de su embocadura, y si desatendiesen esta intimación, después de declinar en ellos toda responsabilidad de la agresión, la hará efectiva por la fuerza consultando las reglas del honor y el deber.
4º) Hasta nueva orden no consentirá que las fuerzas a sus órdenes de mar y tierra salgan fuera de la estación naval más allá de tiro de cañón de la misma.
Mientras en Chile el presidente Aníbal Pinto ordenaba el desplazamiento de su escuadra al estrecho de Magallanes y enviaba como agente al río Santa Cruz al teniente coronel Diego Dublé Almeida (Dublé fue detenido y mantenido prisionero hasta que se resolvió el conflicto) y a Buenos Aires y Montevideo al capitán de fragata Arturo Prat, el 8 de noviembre de 1878 zarparon de Buenos Aires las tres naves principales efectuando sobre la marcha ejercicios de maniobras y zafarranchos de combate y preparando líneas de minas para cerrar el río. 
En cabo Corrientes un fuerte temporal separó las naves que se reunieron nuevamente el 13 de noviembre en el río Negro, donde se abrieron las instrucciones en junta de oficiales. La escuadrilla siguió río arriba a Carmen de Patagones donde Py comunicó las órdenes a las dotaciones de sus buques emitiendo un comunicado en que afirmaba que "Prontos a zarpar en el desemperio de una misión delicada del Gobierno de la Nación, es menester para lograr el buen éxito de ella que reine la más severa disciplina y la más perfecta armonía entre todos. El patriotismo y el deber militar nos lo imponen y espero que sin esfuerzo alguno será cumplido por todos y cada uno de vosotros. Vuestro Jefe y amigo. Luis Py."
El 19 zarparon de Patagones y el 21 salieron a alta mar. El 23 el Los Andes tuvo averías en la máquina y rompió timón. Un fuerte temporal agravó la situación y estuvieron a punto de chocar con sus consortes que lo auxiliaban. El monitor continuó ayudándose con las velas y a poca máquina para gobernar con las hélices. Para cuando amainó la tormenta los buques se habían separado nuevamente. La Constitución había perdido su arboladura y agotado el carbón por lo que avanzaba lentamente con una vela improvisada con remos y ropa blanca. Reunidas la Uruguay y la Constitución y suponiendo naufragado al monitor decidieron seguir la misión y el 26 arribaron al río, punto que encontraron abandonado. Iniciados los trabajos de minado, el 27 de noviembre arribó el Los Andes. Durante el viaje Py había tomado conocimiento por la barca ballenera Janus de que los buques chilenos se habían retirado del río Santa Cruz.
Para comprobarlo, la escuadrilla remontó el río hasta el Cañadón de los Misioneros, donde un residente les confirmó que las dos naves chilenas se habían retirado a Punta Arenas. 
El entonces subteniente Santiago Juan Albarracín recordaría:

Divisábamos la pequeña eminencia de la margen derecha, las casillas levantadas por los marinos chilenos que éstos dejaron en pie y en buen estado al alejarse para siempre de aquellos parajes. Algo más lejos se alcanzaba a divisar un toldo habitado por un rionegrino llamado Coronel y por su esposa dolía Rosa, india tehuelche, y una numerosa prole de indiecitos. Hacia Beagle Bluff, en las proximidades de la boca del río Chico se divisaba, sobre un banco, el casco del bergantín-goleta Bouchard, perdido allí unos meses antes, y que había conducido ganado vacuno por cuenta de nuestro gobierno para poblar la región.

Py permaneció estacionado en ese punto y el 1 de diciembre de 1878 procedió a izar la bandera argentina en la cumbre del cerro Misioneros, en las márgenes del Santa Cruz.
Aún en operaciones, el 17 de diciembre a bordo de la Uruguay los alumnos de la Escuela Naval dieron sus exámenes. Los del último año, los cadetes Agustín del Castillo, Emilio Barilari y Alberto Cánepa fueron incorporados directamente con el grado de subtenientes (lo normal era ingresar como guardiamarinas). 
Agotadas las provisiones, las tripulaciones se mantuvieron pescando y con la caza provista por una pequeña partida de indios tehuelches. Ya sin agua (en ese punto el agua del río era salobre), se abastecían con la transportada en botes desde las inmediaciones de la isla Pavón. En ese menester se produjeron las únicas bajas de la operación, cuando una lancha se dio vuelta y cuatro marineros perecieron ahogados.
El 6 de diciembre un telegrama de Santiago de Chile comunicaba a Buenos Aires que el ministro de Relaciones Exteriores de Chile Alejandro Fierro Pérez de Camino y el ministro plenipotenciario argentino Mariano de Sarratea habían firmado ese día el Tratado Fierro-Sarratea mediante el cual se establecía un statu quo por espacio de 14 meses, con opción a un año más de prórroga, en la cuestión de límites. 
El 20 de diciembre arribó el cúter Los Estados (teniente Carlos Núñez) con las primeras noticias. El 4 de enero de 1879 llegó finalmente la Cabo de Hornos (Luis Piedra Buena) con víveres, carbón, una lancha de vapor (la Monte León), y la confirmación de que el punto álgido del conflicto se había superado.

## Consecuencias
Al igual que en anteriores conflictos (Guerra del Brasil, intervenciones anglo-francesas, Guerra del Paraguay) la Argentina carecía de un poder naval adecuado, según se sostiene por la historiografía argentina de haberse llegado a un conflicto armado la Expedición Py hubiese sido incapaz de oponerse a la escuadra chilena; pero la escuadra chilena tampoco contaba[cita requerida] con naves modernas de combate y debía en paralelo sortear los conflictos con Bolivia y Perú.
Para remediar esa situación, acompañando a las operaciones terrestres en la Patagonia, se crearon Subdelegaciones de Marina en Carmen de Patagones, Puerto Deseado, Río Gallegos, la isla de los Estados y Ushuaia, y a partir de 1881 se incorporaron unidades de mar, empezando por el acorazado Almirante Brown y siguiendo por loa cruceros Patagonia, 25 de Mayo, 9 de Julio, Buenos Aires, San Martín, Belgrano, Pueyrredón y Garibaldi, llegando a figurar entre las diez primeras escuadras del mundo al inicio del siglo XX. 
Respecto de la cuestión de fondo, el estallido de la Guerra del Pacífico y finalmente el Tratado de 1881 entre Argentina y Chile alejaron las posibilidades de un enfrentamiento armado.
En momentos en que un nuevo conflicto hacía temer una guerra con Chile, por Resolución N.º 888 del 30 de octubre de 1978, la Armada Argentina instituyó el 1 de diciembre como:

Día de la Flota de Mar considerando "Que con la expedición del Comodoro Luis Py, que restableció la soberanía nacional al sur del río Santa Cruz, se creó la primera división de mar, propiamente militar de nuestra época independiente y que tanto el monitor Los Andes, como la bombardero Constitución y la corbeta Uruguay, eran buques de guerra; Que esa División cumplió totalmente su misión, que era la que correspondía a una División de una Flota de Mar; Que fue la primera vez, después de la época de vela, que una división naval argentina regular salió a cumplir una misión militar en nuestros mares del sur con el propósito de entrar en combate si fuese necesario; Que la afirmación de la soberanía en Misioneros y las tareas posteriores de inspección de la costa atlántica que cumpló la bombardera República y de apoyo logística a una fuerza naval que llevó a cabo la barca Cabo de Hornos, son operaciones que corresponderían en esta época a una división de mar de nuestro Comando Naval; Que todo lo expresado resulta que la Expedición Py es un antecedente directo muy importante del Comando Naval (División Bahía Blanca; Escuadra de Mar; Flota de Mar) y en consecuencia debe ser tomado como de creación del Comando Naval y de la Flota de Mar. Que el día en que se cumple la acción más recordada y trascendental de la Expedición Py fue el 19 de diciembre de 1878, cuando se concreta el objetivo de mantener la soberanía en el Atlántico Sur.